# Friedrich Ludwig Arnsburg

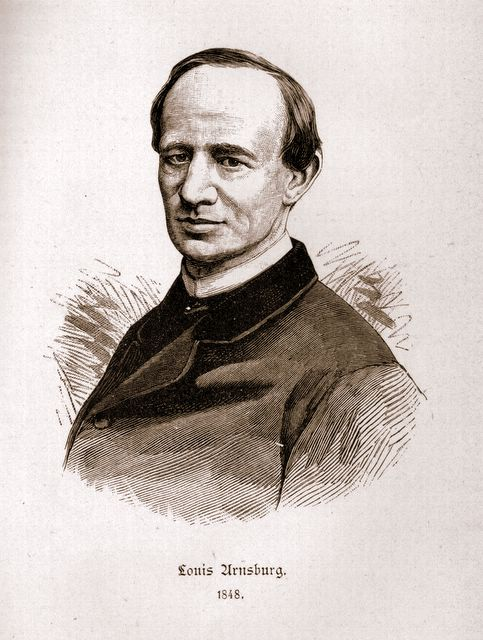
Friedrich Ludwig Arnsburg, 1848

Friedrich Ludwig Arnsburg in späteren Jahren

Friedrich Ludwig Arnsburg (geboren als Friedrich Ludwig Jeremias, * 16. Oktober 1816 in Dresden; † 23. August 1891 in Bad Gastein) war ein deutscher Schauspieler.

## Leben
Louis Arnsburg, wie sich der Schauspieler auch nannte, hatte Engagements in Brünn, Danzig, Braunschweig, Köln, Riga und Königsberg, ehe er von 1848 bis zu seinem Tode am Burgtheater in Wien spielte. Hier war er auch Professor an der Schauspielschule des Konservatoriums.
Er war seit 1851 mit der Burgschauspielerin Maria Magdalena Fichtner verheiratet und damit Schwiegersohn von Karl und Elisabeth Fichtner. Seine Tochter Marie Arnsburg (1862–1940) war eine österreichische Malerin. Friedrich Ludwig Arnsburg war auf dem evangelischen Matzleinsdorfer Friedhof in Wien begraben, das Grab wurde aufgelassen.

## Ehrungen
In der Galerie des Burgtheaters befindet sich ein Porträt Arnsburgs von Eduard Lebiedzki. 1930 wurde die Arnsburggasse in Wien-Meidling nach ihm benannt.

## Bedeutung
Arnsburg war einer der bedeutendsten Schauspieler des 19. Jahrhunderts am Burgtheater. Nachdem er anfangs Bonvivants und Naturburschen gespielt hatte, wechselte er später zu komischen Charakterrollen und der Darstellung von alten Herren.